# Microtus bavaricus
Microtus bavaricus är en däggdjursart som beskrevs av König 1962. Microtus bavaricus ingår i släktet åkersorkar, och familjen hamsterartade gnagare. IUCN kategoriserar arten globalt som akut hotad. Inga underarter finns listade i Catalogue of Life.
Denna åkersork beskrevs ursprungligen efter en individ som hittades i trakten kring Garmisch-Partenkirchen i tyska Bayern. Arten hittades där på en bergsäng. Denna population är troligen sedan 1960-talet utdöd på grund av övergödning. Dessutom byggdes under 1980-talet ett sjukhus på ängen. Under 1970-talet upptäcktes ytterligare en population i norra Tyrolen i Österrike. Denna del av Alperna ligger mellan 730 och 1100 meter över havet. Microtus bavaricus lever där förutom på bergsänger även i öppna skogar med arter av gransläktet. Skogen hölls fram till 2000-talet öppen med hjälp av boskapsdjur som fick beta där. Under början av 2000-talet flyttades nötkreaturen till inhängningar. Det befaras att skogen blir tätare och olämplig för åkersorken.